# Logistics Park Kansas City Intermodal Facility

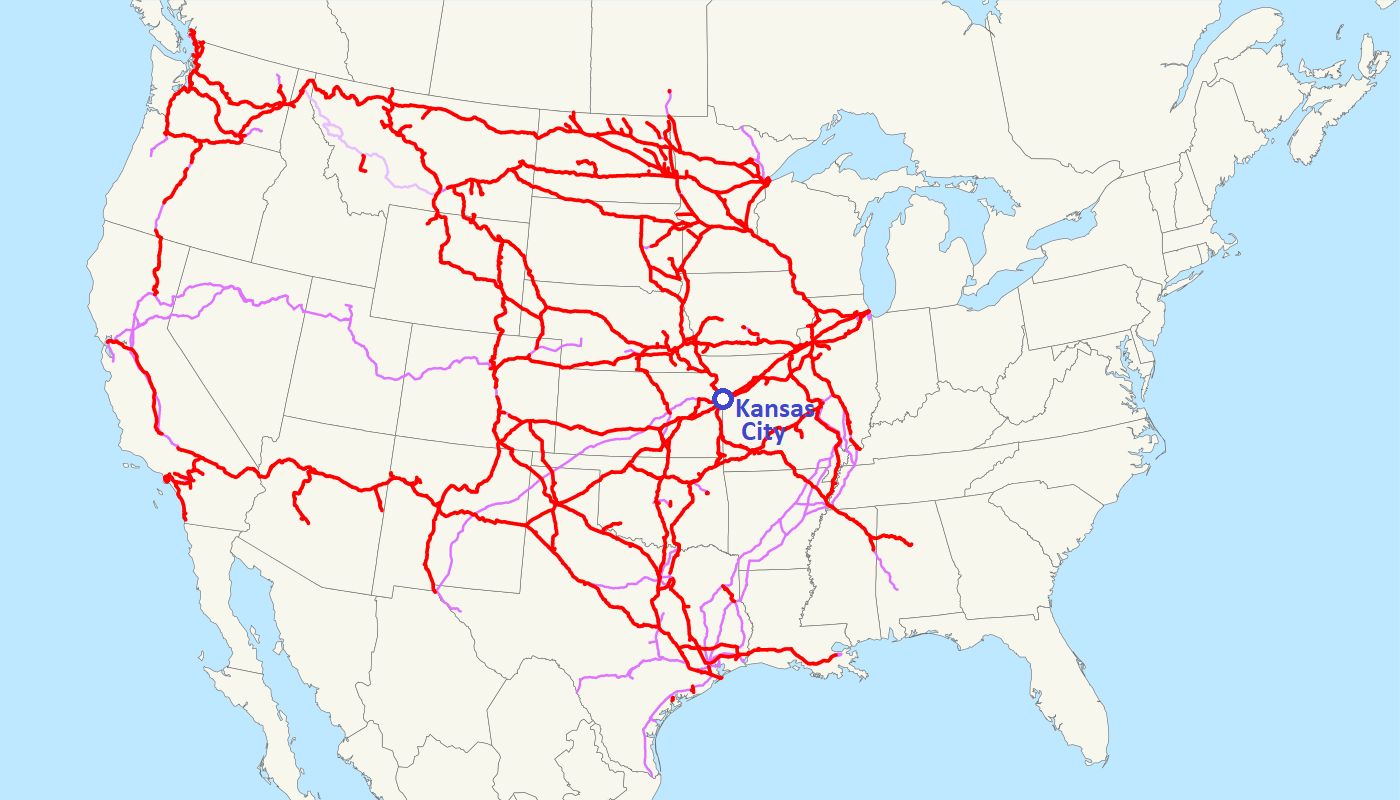
BNSF Railway
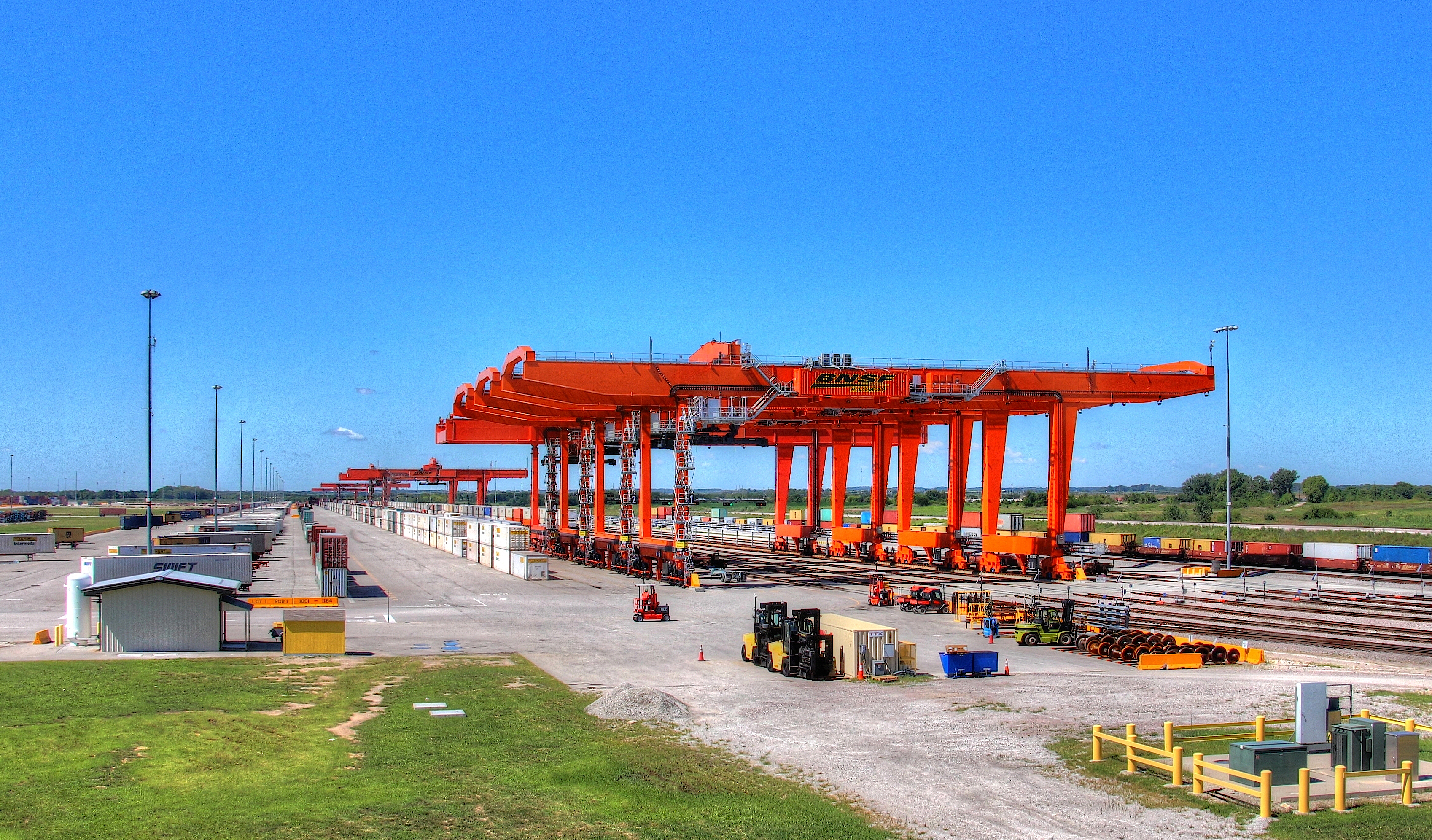

Die Logistics Park Kansas City Intermodal Facility (LPKC Intermodal Facility) ist ein Containerterminal der BNSF Railway im Johnson County, Kansas. Es liegt in der Metropolregion Kansas City zwischen den kleineren Städten Edgerton und Gardner, etwa 50 Kilometer südwestlich vom Stadtzentrum von Kansas City (Kansas). Im intermodalen Güterverkehr können hier seit der Eröffnung 2013 jährlich über 500.000 Frachtcontainer zwischen dem Schienen- und Straßenverkehr umgeschlagen werden, ein Ausbau auf 1,5 Mio. Container ist geplant.

## Beschreibung
| Kansas City (Kansas) |

| Kansas City (Missouri) |

| Logistic Park Kansas City |

Das Containerterminal liegt auf der BNSF-Hauptstrecke zwischen Los Angeles und Chicago. Es erstreckt sich zwischen Edgerton und Gardner über drei Kilometer parallel zur Emporia Subdivision. Es hat acht parallel verlaufende Verladegleise von 2,4 Kilometer Länge sowie zwei Abstellgleise. Acht große schienengebundene Portalkräne kommen hier für den Umschlag der Frachtcontainer zwischen den über 4000 Stellflächen, den Containerchassis oder den Containertragwagen zum Einsatz. Fünf Verladegleise verlaufen zwischen den Schienen der Portalkräne und drei außerhalb auf der Nordseite, auf der Südseite befinden sich die Containerstellflächen. Für den Transport der ISO-Container außerhalb der Reichweite der Portalkräne kommen seit 2019 auch vollautomatische Portalhubwagen (straddle carrier) des finnischen Herstellers Kalmar zum Einsatz. Die 180 Hektar große Anlage ist rund um die Uhr in Betrieb und beschäftigt 200 Mitarbeiter.
Das Containerterminal der BNSF ist Hauptbestandteil des 690 Hektar großen Logistics Park Kansas City, einem Lager- und Warenumschlagzentrum, das unter anderem von Amazon, United Parcel Service und Spectrum Brands genutzt wird.